# Icon (Limp Bizkit)
Icon è una raccolta del gruppo musicale statunitense Limp Bizkit, pubblicata nel 2011. Contiene i principali singoli estratti dagli album Three Dollar Bill, Yall$, Significant Other, Chocolate Starfish and the Hot Dog Flavored Water, Results May Vary e The Unquestionable Truth (Part 1).

## Accoglienza
Stephen Thomas Erlewine, critico di AllMusic, ha considerato Icon "un modo decente e rapido di far conoscere alle nuove generazioni importanti spaccati della scena musicale degli anni novanta e duemila."

## Tracce
1. Counterfeit (Limp Bizkit) – 5:08 (musica: da Three Dollar Bill, Yall$)
2. Faith – 2:26 (musica: da Three Dollar Bill, Yall$)
3. Nookie – 4:26 (musica: da Significant Other)
4. Break Stuff – 2:46 (musica: da Significant Other)
5. Re-Arranged – 5:54 (musica: da Significant Other)
6. Take a Look Around (Limp Bizkit) – 5:19 (musica: da Chocolate Starfish and the Hot Dog Flavored Water)
7. Rollin' (Air Raid Vehicle) – 3:33 (musica: da Chocolate Starfish and the Hot Dog Flavored Water)
8. My Way (Limp Bizkit) – 4:33 (musica: da Chocolate Starfish and the Hot Dog Flavored Water)
9. Eat You Alive – 3:57 (musica: da Results May Vary)
10. Behind Blue Eyes – 4:29 (musica: da Results May Vary)
11. The Truth (Limp Bizkit) – 5:25 (musica: da The Unquestionable Truth (Part 1))

Durata totale: 47:56

## Formazione
- Fred Durst - voce
- Wes Borland - chitarra
- Mike Smith - chitarra (traccia 9)
- Randy Pereira - chitarra (traccia 10)
- Sam Rivers - basso
- John Otto - batteria
- DJ Lethal - giradischi